# Sophiakirche (Jönköping)

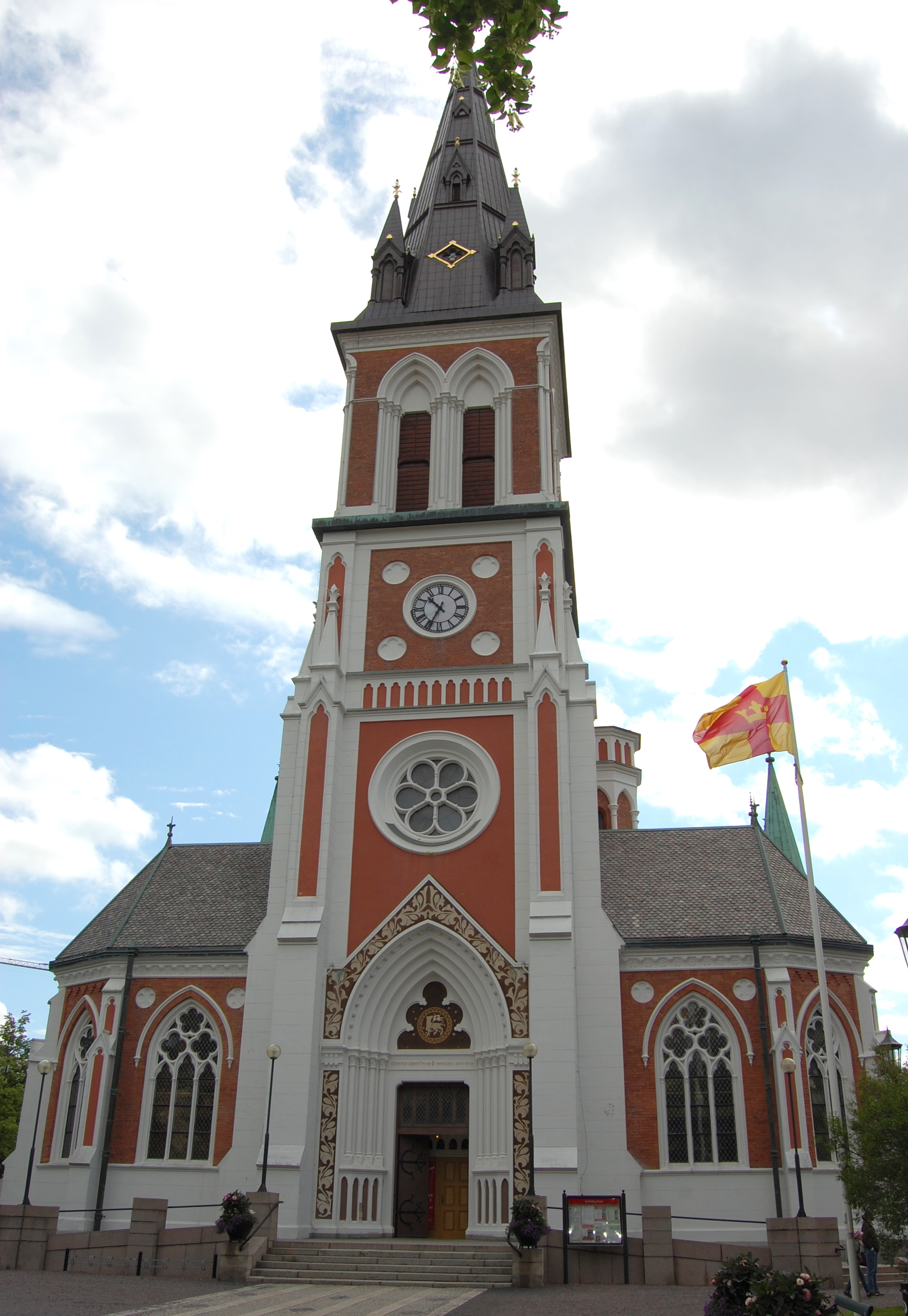
Sofiakirche

Die Sophiakirche ist eine lutherische Kirche in der schwedischen Stadt Jönköping.

## Geschichte und Architektur
Die Kirche entstand 1888 in neugotischen Stil auf einem alten Marktplatz der Stadt nach einem Entwurf von G. A. Dahl. Der Kirchturm erreicht eine Höhe von 72 Metern. Der Name der Kirche geht auf Sophia von Nassau, zur Bauzeit Königin von Schweden, zurück.
In den 1950er Jahren erfolgte eine umfassende Renovierung, wobei das Kircheninnere mit hellen Farben gestaltet wurde. Eine Renovierung der Außenfassaden fand im Sommer 2000, eine erneute Renovierung des Innenraums 2005 statt. Auch die Beleuchtung wurde überarbeitet.

## Ausstattung
Auf dem Altar befindet sich ein vom Bildhauer K. J. Dyfverman geschaffenes Kruzifix. Ein zweiter Altar befindet sich seit 2005 in einem Kreuzarm, in dem sonntags der Hauptgottesdienst gefeiert wird. In den Chorfenstern befinden sich 1890 von Franz Xaver Zettler gestaltete und 2001 renovierte Glasmalereien, die links Petrus und Paulus, in der Mitte Weizenähre, Trauben, Brot und Wein als Symbol für das Abendmahl sowie im rechten Fenster Moses und Elias zeigen. Über dem Chor befindet sich eine kleine Christusfigur, die sich ursprünglich im Bischofshaus in Linköping befand.

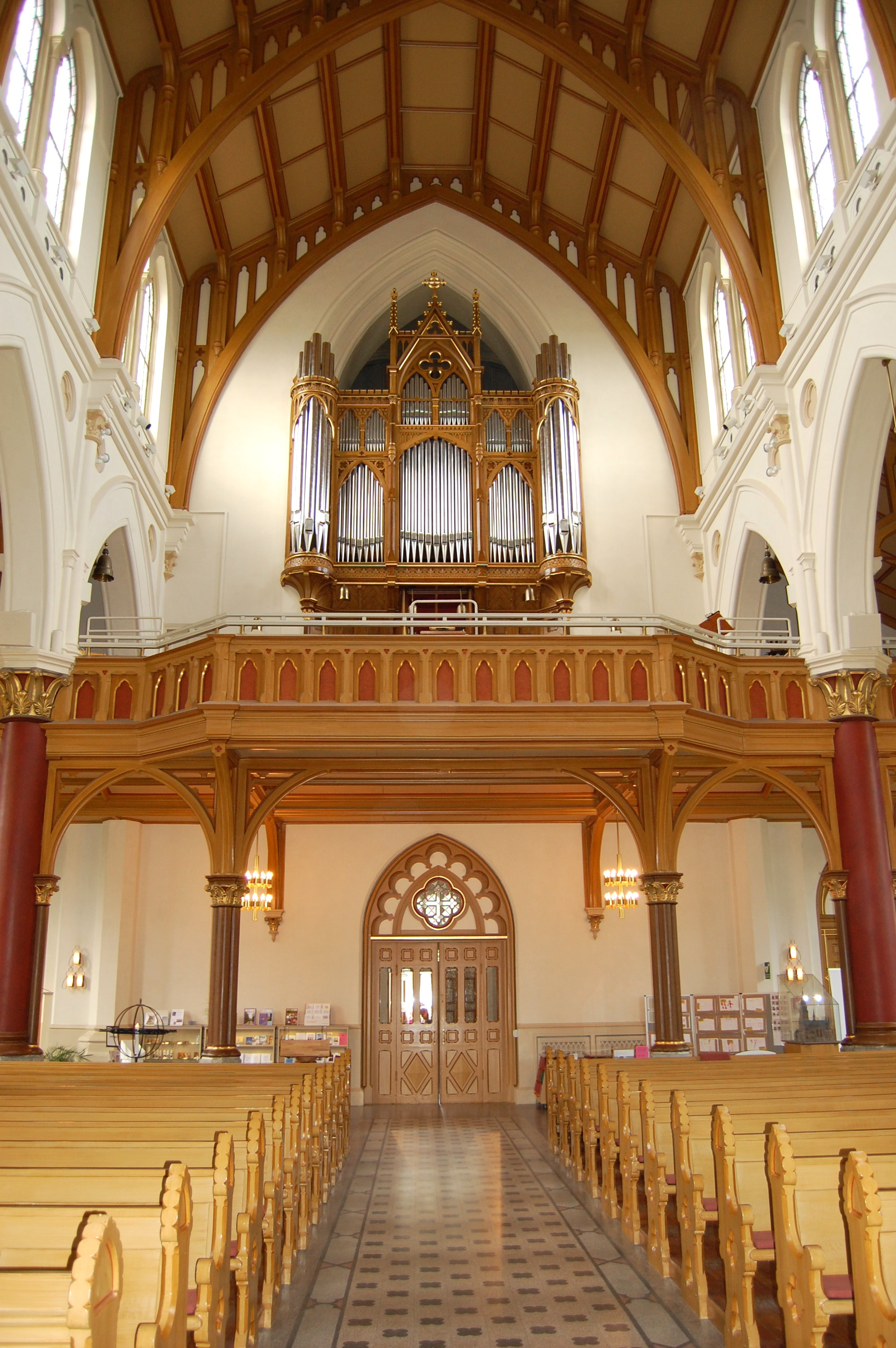
Orgel über dem Eingang

Das hölzerne Taufbecken stammt aus dem Jahr 1908 und wurde vom Volksschullehrer D. Lindahl aus Kosta geschnitzt. Ein über dem Altar befindliches hölzernes Triumphkruzifix wurde von Eva Spångberg gestaltet. Eine weitere Arbeit der in Björkelund in der Gemeinde Sävsjö lebenden Künstlerin, eine Marienfigur, steht seit dem 25. März 1996 an der Nordwand des Chors.
Eine Via Dolorosa stellt den Kreuzweg nach Golgata auf vierzehn 1969 in Rom erworbenen in der Kirche verteilten Bildern dar. Aus dem Jahr 2003 stammen zwei von Gertrud Lindholm aus Oskarshamn gefertigte Ikonen, die Jesus und Petrus darstellen.
In der Kirche befindet sich die Sankt Peder Kapelle. Ihr Name verweist auf eine gleichnamige Kapelle, die im 12. Jahrhundert gebaut worden war.
Die Orgel auf der Empore über dem Eingangsportal wurde 1863 von Åkerman & Lunds Nya Orgelfabrik in Knivsta gebaut. Sie verfügt über 40 Register auf drei Manualen und Pedal. Eine weitere seit Mai 2006 im Chor befindliche Orgel mit 22 Registern auf zwei Manualen der Tostareds Kyrkorgelfabrik ist auch mit einigen Pfeifen der 1863 von P.L. Åkerman gebauten Orgel bestückt. Ulf Oldeus schuf den Orgelprospekt.

## Nachweise
1. ↑  Einzelheiten zur Orgel auf der Site der Künstlerin Ann-Helena Schlüter

Koordinaten: 57° 46′ 55″ N, 14° 9′ 34,9″ O